# Monte Mor
Monte Mor is een gemeente in de Braziliaanse deelstaat São Paulo. De gemeente telt 46.641 inwoners (schatting 2009).